# Сёрфолл
Сёрфолл — коммуна в фюльке Нурланн в Норвегии. Является частью региона Сальтен. Административный центр коммуны — деревня Стрёумен. Старая коммуна Фолден была разделена на Сёрфолл и Нурфолл-Кьеррингёй 1 января 1887 года.

## Общая информация

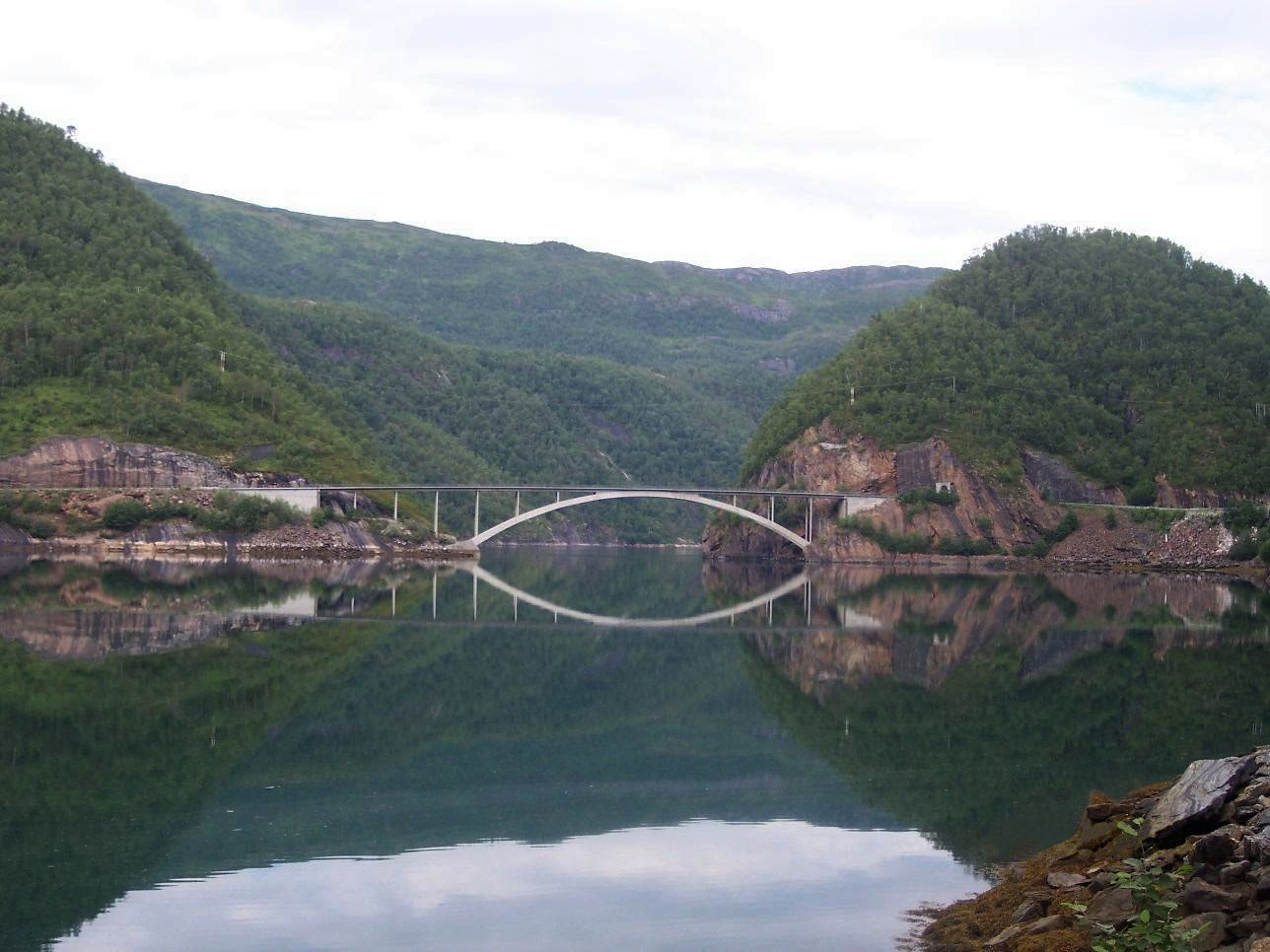
Мост Тренгсел на трассе Е6

### Название
Коммуна была названа по названию фьорда Фолла (Folda, старонорвежский — Fold). Внутренняя часть фьорда разделена на две части Nordfolda (северная Фолла) и Sørfolda (южная Фолла).

### Герб
У коммуны современный герб. Он был принят в 24 апреля 1987 года. На гербе изображёно колесо турбины ГЭС. На реках вокруг коммуны находится много порогов и водопадов, которые частично используются для производства электричества. Это является основным источник дохода местного населения.

## География
Территория суши коммуны составляет 1661,6 км², из которых 141 км² постоянно покрыты льдом и снегом, и только 265,8 км² лежат ниже 150-метровой изолинии. Общая протяжённость береговой линии составляет 249 км. В 1987 году только 3,2 км² земель были освоены в хозяйстве. К северу от Сёрфолла находится Хамарёй, а на юге — коммуна Фёуске. Национальный парк Рагу, в природе которого преобладают голые скалы, ручьи и сосновые леса, расположен в Сёрфолле. Здесь находятся несколько заповедников. В заповеднике Веикдален, расположенном на высоте примерно в 300 м над уровнем моря, находятся под защитой обильные девственные еловые и сосновые леса.

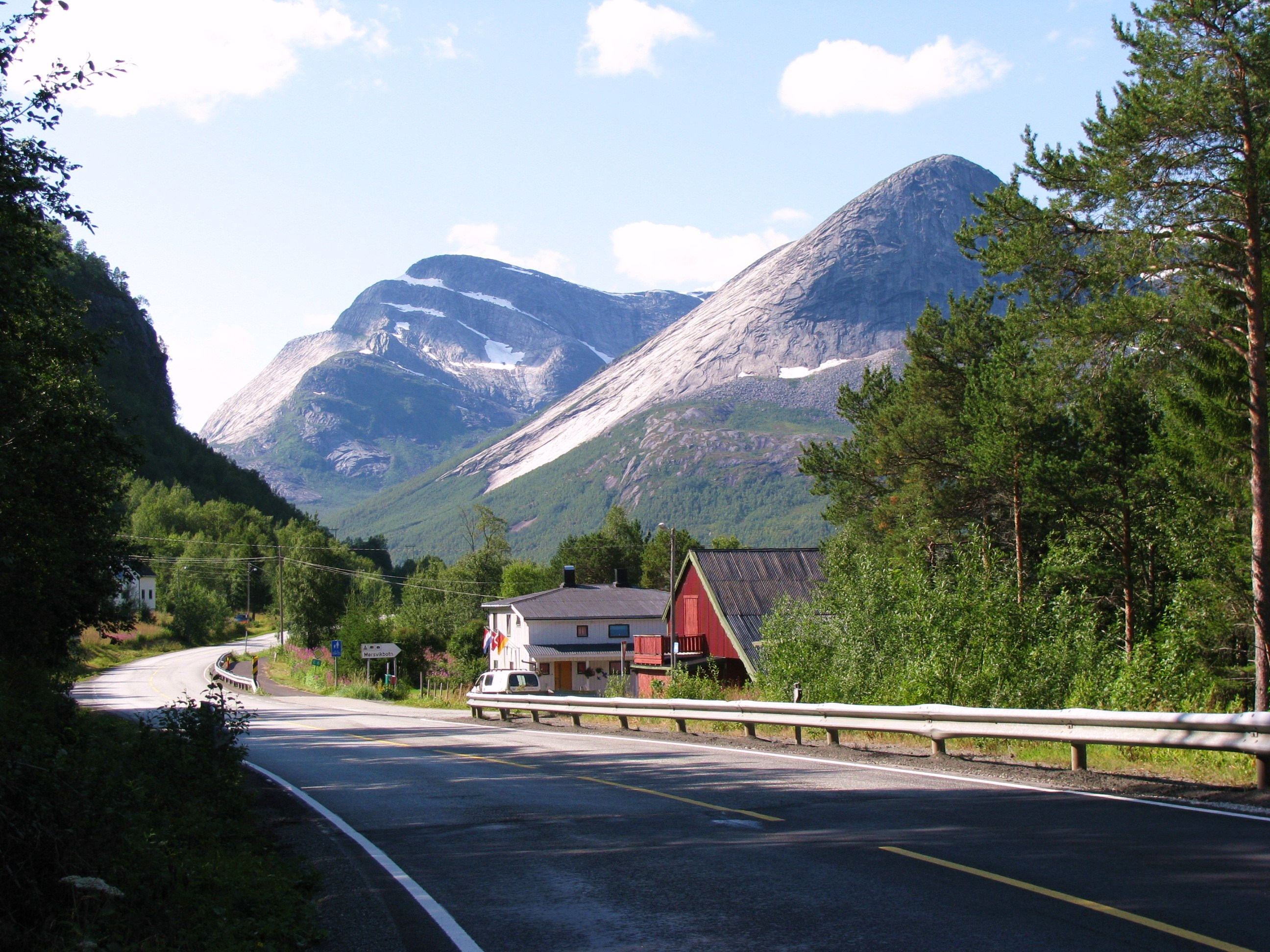
Деревня Мёрсвикботтен и трасса Е6

Маленькая деревня Мёрсвикботтен расположена на севере коммуны. В деревне находятся школа, бакалейный магазин, маленькая церковь, кооператив по разведению рыбы и несколько кемпингов. В 5 км к северу от Мёрсвикботтена лежит озеро Мёрсвикватнет. На этой территории, Мерси, во время Второй мировой войны находился Немецкий концлагерь, в котором содержались русские военнопленные. Они строили железную дорогу, которая была предназначена для связи Фёуске и Нарвика. Здесь всё ещё можно увидеть руины концлагеря, основание железнодорожной линии, туннель и дорогу. Небольшое, сейчас пустое, кладбище погибших русских солдат расположено рядом с лагерем, в 50 метрах с левой стороны перед единственным бетонным мостом.
На территории коммуны находятся также озёра Аннкьелватнет, Силдхопватнет и Тролльватнет.

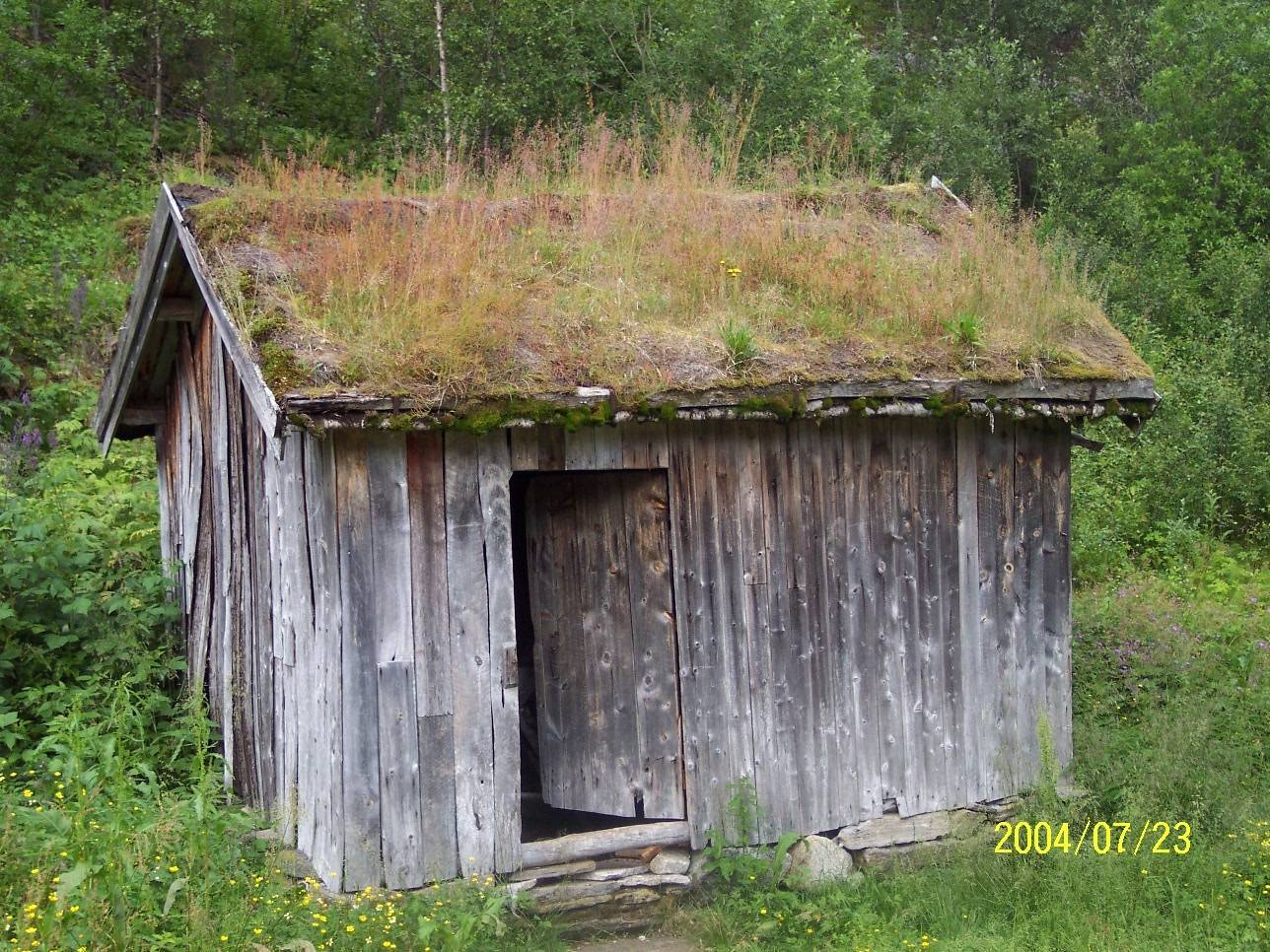